# Farasan-Inseln
Die Farasan-Inseln (arabisch جزر فرسان Ǧuzur Farasān, englische Schreibweise Juzur Farasān) sind eine koralline Inselgruppe im Roten Meer. Sie liegen zum größten Teil in Saudi-Arabien, einige südliche Inseln befinden sich jedoch im Jemen.

## Geographie
Die Farasan-Inseln liegen etwa 40 km vor der Provinzhauptstadt Dschāzān, sprich sind 40 km von der Küste der Arabischen Halbinsel entfernt. Sie stellen somit den äußersten Südwesten Saudi-Arabiens dar. Die größte Insel des Archipels ist Farasān al-Kabīr. Nach der PNAS-Inseldatenbank sind 32 Inseln größer als einen Quadratkilometer. Die Gesamtfläche dieser 32 Inseln beträgt 793,38 km². Der saudi-arabische Teil der Inselgruppe bildet eines der Gouvernements der Provinz Dschāzān. Die Bevölkerung dieser Verwaltungseinheit belief sich auf 17.999 zum Volkszählungsstichtag 28. April 2010.

## Geologie und Tierwelt
Die Farasan-Inseln sind Plattformriffe, die typischerweise aus Kalkstein bestehen. Die Inselgruppe entstand nach dem Ende der letzten Eiszeit im Zuge des ansteigenden Meeresspiegels. Die Inseln sind ein Schutzgebiet und dienen als Winterquartier für Zugvögel aus Europa.

## Geschichte
Seit dem Fund zweier lateinischer Bauinschriften aus dem 2. Jahrhundert auf Farasan, der Hauptinsel des Archipels, ist bekannt, dass die Inseln ein dauerhafter militärischer Außenposten des römischen Reichs im Rang einer Präfektur waren; als Aufgabe des Präfekten wird die Bekämpfung der Piraterie im südlichen Roten Meer vermutet und ein Zusammenhang mit dem Handel nach Südarabien und Indien abgeleitet.
1900 bis 1902 betrieb die deutsche Kriegsmarine eine Kohlestation zur Versorgung ihrer Schiffe auf dieser Inselgruppe. Auf der Pariser Friedenskonferenz hatte 1919 Italien Anspruch auf die zwischen Asir und Jemen umstrittenen Inseln erhoben, doch Großbritannien übergab sie an die Idrisiden von Asir, 1934 fielen die meisten Inseln mit Asir an Saudi-Arabien.

## Wirtschaft
1919 entdeckten die Franzosen Erdöl auf den Inseln. 75 Jahre lang betrieb die Red Sea Oilfields Company eine Raffinerie auf ihnen. Seit 1920 sind die Inseln Stützpunkt einer kleinen Fischerei-Industrie.

## Wichtigste Inseln
| Name                  | DMG                | arabisch       | Fläche km² | Staat         | Koordinaten                  |
| --------------------- | ------------------ | -------------- | ---------- | ------------- | ---------------------------- |
| Farasan al-Kabir      | Farasān al-Kabīr   | فرسان الكبير   | 398,59     | Saudi-Arabien | 16° 43′ 47″ N, 42° 0′ 43″ O  |
| Jazirat Sajid         | Ǧazīrat Saǧīd      | جزيرة سجيد     | 157,07     | Saudi-Arabien | 16° 51′ 48″ N, 41° 55′ 4″ O  |
| Jazirat Disan         | Ǧazīrat Dīsān      | جزيرة ديسان    | 36,34      | Saudi-Arabien | 16° 55′ 39″ N, 41° 41′ 11″ O |
| Jazirat Dha al-Fayf   | Ǧazīrat Ḏā al-Faif | جزيرة ذا الفيف | 32,50      | Saudi-Arabien | 16° 42′ 46″ N, 41° 46′ 29″ O |
| Jazirat Sirshasu      | Ǧazīrat Siršāsū    | جزيرة سرشاسو   | 20,17      | Saudi-Arabien | 16° 50′ 50″ N, 41° 35′ 31″ O |
| Jazirat Sumayr        | Ǧazīrat Sumair     | جزيرة سمير     | 16,93      | Jemen         | 16° 17′ 50″ N, 42° 19′ 29″ O |
| Qummah                | Qummāḥ             | قماح           | 16,61      | Saudi-Arabien | 16° 38′ 2″ N, 42° 1′ 15″ O   |
| Raʾs Rasib            | Raʾs Rāsib         | رأس راسب       | 14,24      | Saudi-Arabien | 16° 58′ 51″ N, 41° 54′ 42″ O |
| Jazirat Duqaylah      | Ǧazīrat Duqaila    | جزيرة دقيلة    | 12,42      | Jemen         | 16° 17′ 0″ N, 42° 28′ 36″ O  |
| Jazirat Dumsuq        | Ǧazīrat Dumsuq     | جزيرة دمسق     | 12,38      | Saudi-Arabien | 16° 32′ 45″ N, 42° 3′ 12″ O  |
| Jazirat Fasht         | Ǧazīrat Fašt       | جزيرة فشت      | 8,80       | Jemen         | 16° 11′ 53″ N, 42° 22′ 24″ O |
| Minzar Abu Shawk      | Minẓār Abū Šauk    | منظار أبو شوك  | 7,66       | Saudi-Arabien | 16° 58′ 10″ N, 41° 48′ 7″ O  |
| Jazirat Rafi          | Jazirat Rafi`      | …              | 6,80       | Jemen         | 16° 18′ 1″ N, 42° 12′ 2″ O   |
| Jabal Muhammad        | …                  | …              | 5,18       | Saudi-Arabien | 17° 3′ 22″ N, 41° 45′ 14″ O  |
| Kaira                 | …                  | …              | 4,86       | Saudi-Arabien | 16° 47′ 45″ N, 41° 44′ 37″ O |
| Humr                  | Ḩumr               | …              | 4,24       | Saudi-Arabien | 16° 46′ 58″ N, 42° 0′ 41″ O  |
| Mandhar               | …                  | …              | 4,13       | Saudi-Arabien | 16° 50′ 9″ N, 42° 1′ 4″ O    |
| Dushuk                | …                  | …              | 4,03       | Saudi-Arabien | 16° 39′ 18″ N, 41° 51′ 51″ O |
| Jazirat Bari          | …                  | …              | 3,57       | Jemen         | 16° 18′ 31″ N, 42° 14′ 42″ O |
| Sindi Sarso           | …                  | …              | 3,56       | Saudi-Arabien | 16° 51′ 38″ N, 41° 36′ 10″ O |
| Jazirat `Ardayn       | …                  | …              | 3,48       | Jemen         | 16° 16′ 11″ N, 42° 21′ 28″ O |
| Dawharab              | …                  | …              | 2,73       | Jemen         | 16° 18′ 30″ N, 41° 58′ 9″ O  |
| Rumayn                | …                  | …              | 2,59       | Saudi-Arabien | 16° 25′ 30″ N, 42° 15′ 32″ O |
| (unbenannt)           | …                  | …              | 2,35       | Saudi-Arabien | 16° 54′ 53″ N, 41° 43′ 21″ O |
| Akbayn                | …                  | …              | 2,29       | Saudi-Arabien | 17° 4′ 59″ N, 41° 55′ 18″ O  |
| Akbar Uqayli          | Akbar `Uqayli      | …              | 1,90       | Saudi-Arabien | 16° 37′ 19″ N, 41° 55′ 2″ O  |
| Salubah               | …                  | …              | 1,64       | Saudi-Arabien | 16° 35′ 38″ N, 41° 58′ 56″ O |
| Jazirat ad Dakhiliyah | …                  | …              | 1,47       | Jemen         | 16° 15′ 35″ N, 42° 29′ 28″ O |
| Jazirat Madjun        | …                  | …              | 1,35       | Jemen         | 16° 6′ 3″ N, 42° 24′ 48″ O   |
| North Sulain          | …                  | …              | 1,29       | Saudi-Arabien | 16° 45′ 18″ N, 42° 12′ 53″ O |
| Hibar                 | …                  | …              | 1,17       | Saudi-Arabien | 16° 53′ 3″ N, 42° 24′ 40″ O  |
| Washika               | …                  | …              | 1,17       | Saudi-Arabien | 17° 0′ 53″ N, 41° 39′ 9″ O   |
| Murayn                | …                  | …              | 1,04       | Jemen         | 16° 22′ 41″ N, 42° 17′ 39″ O |
| Marrak                | …                  | …              | 0,77       | Saudi-Arabien | 16° 25′ 27″ N, 41° 54′ 24″ O |
| Ja`fari               | …                  | …              | 0,82       | Saudi-Arabien | 16° 41′ 8″ N, 42° 33′ 11″ O  |
| Marrak                | …                  | …              | 0,77       | Saudi-Arabien | 16° 25′ 27″ N, 41° 54′ 24″ O |
| Shuma                 | …                  | …              | 0,7        | Saudi-Arabien | 16° 41′ 1″ N, 41° 35′ 20″ O  |
| Nakal                 | …                  | …              | 0,65       | Jemen         | 16° 21′ 0″ N, 42° 20′ 31″ O  |
| Ghuzeh                | …                  | …              | 0,51       | Saudi-Arabien | 16° 34′ 46″ N, 42° 21′ 26″ O |
| Kulam al Janubiyah    | …                  | …              | 0,45       | Saudi-Arabien | 16° 35′ 28″ N, 42° 15′ 57″ O |
| Kulam Island          | …                  | …              | 0,44       | Saudi-Arabien | 16° 36′ 49″ N, 42° 15′ 25″ O |
| Akbayn                | …                  | …              | 0,39       | Saudi-Arabien | 17° 0′ 30″ N, 41° 47′ 37″ O  |
| Dhi Dahaya            | …                  | …              | 0,37       | Saudi-Arabien | 16° 53′ 21″ N, 41° 27′ 47″ O |
| Ruk Island            | …                  | …              | 0,35       | Saudi-Arabien | 16° 43′ 4″ N, 42° 12′ 19″ O  |
| Umm al Kathib         | …                  | …              | 0,28       | Saudi-Arabien | 16° 48′ 35″ N, 42° 27′ 41″ O |
| Zahrat Durakah        | …                  | …              | 0,25       | Saudi-Arabien | 16° 51′ 47″ N, 42° 19′ 9″ O  |
| Riak Kabir            | …                  | …              | 0,24       | Saudi-Arabien | 16° 59′ 8″ N, 41° 53′ 21″ O  |
| Sumayr                | …                  | …              | 0,21       | Saudi-Arabien | 16° 30′ 48″ N, 42° 14′ 52″ O |
| Safan                 | …                  | …              | 0,2        | Saudi-Arabien | 16° 58′ 27″ N, 41° 40′ 23″ O |
| Safara                | …                  | …              | 0,19       | Saudi-Arabien | 16° 57′ 45″ N, 41° 54′ 23″ O |
| Musud                 | …                  | …              | 0,19       | Saudi-Arabien | 16° 49′ 4″ N, 41° 33′ 1″ O   |
| Sayr Haggar           | …                  | …              | 0,18       | Saudi-Arabien | 16° 39′ 39″ N, 41° 47′ 30″ O |
| Mazaghef              | …                  | …              | 0,18       | Saudi-Arabien | 16° 35′ 54″ N, 42° 20′ 24″ O |
| Mahama                | …                  | …              | 0,17       | Saudi-Arabien | 16° 29′ 13″ N, 41° 56′ 45″ O |
| Rukada                | …                  | …              | 0,16       | Jemen         | 16° 20′ 56″ N, 42° 29′ 58″ O |
| South Sulain          | …                  | …              | 0,15       | Saudi-Arabien | 16° 43′ 51″ N, 42° 11′ 22″ O |
| Zahrat Sumayr         | …                  | …              | 0,15       | Saudi-Arabien | 16° 29′ 18″ N, 42° 17′ 56″ O |
| Thiran                | …                  | …              | 0,14       | Saudi-Arabien | 17° 10′ 40″ N, 42° 12′ 18″ O |
| Kathriyah             | …                  | …              | 0,13       | Saudi-Arabien | 16° 43′ 19″ N, 42° 33′ 51″ O |
| Hindiyah              | …                  | …              | 0,13       | Saudi-Arabien | 16° 34′ 47″ N, 42° 14′ 12″ O |
| South Aminah          | …                  | …              | 0,11       | Saudi-Arabien | 16° 46′ 12″ N, 42° 27′ 22″ O |
| Riak Saghir           | …                  | …              | 0,11       | Saudi-Arabien | 16° 58′ 46″ N, 41° 53′ 49″ O |
| Zurt                  | …                  | …              | 0,11       | Saudi-Arabien | 16° 26′ 46″ N, 42° 26′ 17″ O |
| Coyte Island          | …                  | …              | 0,1        | Saudi-Arabien | 16° 24′ 54″ N, 41° 54′ 3″ O  |
| Maserlein             | …                  | …              | 0,1        | Saudi-Arabien | 16° 34′ 30″ N, 42° 19′ 46″ O |
| Ghurab                | …                  | …              | 0,09       | Saudi-Arabien | 17° 6′ 29″ N, 42° 3′ 58″ O   |
| Sayl as Siya          | …                  | …              | 0,08       | Saudi-Arabien | 16° 24′ 50″ N, 42° 29′ 46″ O |
| Umm al Kidf           | …                  | …              | 0,08       | Saudi-Arabien | 16° 48′ 51″ N, 42° 27′ 13″ O |
| Flop Island           | …                  | …              | 0,08       | Saudi-Arabien | 16° 53′ 27″ N, 42° 18′ 4″ O  |
| Qamari                | …                  | …              | 0,07       | Saudi-Arabien | 16° 39′ 49″ N, 42° 11′ 8″ O  |
| Shura`                | …                  | …              | 0,07       | Saudi-Arabien | 17° 2′ 37″ N, 42° 18′ 12″ O  |
| Sayl Ruba             | …                  | …              | 0,07       | Jemen         | 16° 22′ 31″ N, 42° 21′ 28″ O |
| Kulam ash Shamaliyah  | …                  | …              | 0,07       | Saudi-Arabien | 16° 37′ 58″ N, 42° 15′ 11″ O |
| Umm az Zahil          | …                  | …              | 0,06       | Saudi-Arabien | 16° 27′ 55″ N, 41° 57′ 47″ O |
| Umm al Qarib          | …                  | …              | 0,06       | Saudi-Arabien | 16° 49′ 30″ N, 42° 27′ 16″ O |
| Duff Island           | …                  | …              | 0,05       | Saudi-Arabien | 16° 51′ 2″ N, 42° 0′ 26″ O   |
| Zahrat Matrahayn      | …                  | …              | 0,05       | Saudi-Arabien | 17° 2′ 32″ N, 41° 32′ 43″ O  |
| Umm al `Asal          | …                  | …              | 0,05       | Saudi-Arabien | 16° 49′ 25″ N, 42° 26′ 47″ O |
| Sayir `Abd            | …                  | …              | 0,05       | Saudi-Arabien | 17° 0′ 11″ N, 41° 58′ 44″ O  |
| Jazirat Minzar        | …                  | …              | 0,05       | Saudi-Arabien | 16° 51′ 15″ N, 42° 0′ 24″ O  |
| Abu Shawr             | …                  | …              | 0,04       | Saudi-Arabien | 17° 0′ 9″ N, 41° 44′ 58″ O   |